# На краю Всесвіту: Битва за мир
«На краю Всесвіту: Битва за мир» (англ. Farscape: The Peacekeeper Wars) — двосерійний телевізійний фільм 2004 року спільного виробництва США і Австралії. Продовження телесеріалу «На краю Всесвіту». Дослівний переклад назви: «На краю Всесвіту: Війни миротворців». Прем'єрний показ відбувся на американському телеканалі Sci Fi 17 і 18 жовтня 2004 року.

## Сюжет

### Перший епізод
Екіпажу «Мойї» вдається зібрати кристали, на які ейдолони перетворили Джона з Айрін. Вони знаходять фахівця та через два місяці повертають пару до життя. Один з кристалів, на який перетворилася дитина Айрін, однак лишається в шлунку Райджела.
Тим часом Скарранська імперія, втративши шлях на Землю, оголосила війну силам Миротворців на чолі з командуючою Грайзою. Скаррани захоплюють одну зоряну систему за іншою, швидко перемагаючи. Генерал Миротворців, Скорпіус, здогадується, що Джон живий і задумує отримати знання про відкриття червоточин, яким той володіє. Скаррани намагаються його випередити.
Скорпіус знаходить Джона та вимагає допомогти створити зброю на основі червоточин для знищення скарранів. Джон відмовляється і вирішує натомість звернутися до ейдолнів, які володіють здатністю навіювати добрі наміри. Сучасні ейдолони втратили цю здатність, проте Джон вірить, що її можна розвинути заново. Екіпаж «Моїй», відбивши атаку найманців, вирушає на планету Арнесск — рідний світ ейдолонів.
На Арнесску лідер ейдолонів відмовляється допомогти, бо його народ тримається осторонь подій в галактиці. Але він повідомляє, що себаціани (до яких належить Айрін) — це нащадки людей, котрих 27 тис. років тому ейдолони забрали до себе та перетворили на Миротворців. Однак коли Арнесск спустошився через катаклізм, Миротворці без наставництва ейдолонів стали завойовниками.
Скаррани знаходять Арнесск і захоплюють «Мойю». Імператор Сталік вимагає від Джона розповісти таємницю червоточин і Джон каже, що знає де можна її отримати. На своєму човнику Джон вирушає зі Сталіком до Древнього, котрий пояснює, що створенням червоточин не повинен володіти ніхто. Повернувшись, Сталік вирішує запевнити Миротворців нібито отримав знання та навіяти цю впевненість Миротворцям з допомогою ейдолонів. Тоді його міністр Акна застрелює лідера ейдолонів. Джон з Айрін змушують Старка поглинути здатність ейдолона. Акна отруює екіпаж «Мойї» паралітичним газом.

### Другий епізод
Бранцям вдається втекти завдяки нападу союзників Ка Д'арго. Джон знову вирушає до Древнього щоби той дав йому знання створення червоточин. Дитину Айрін вдається повернути в її тіло. Скаррани нападають на «Мойю» і корабель падає в океан Арнесску.
Вода поступово затоплює корабель, тож екіпаж покидає його на човнику. Тим часом скаррани винищують ейдолонів і сходяться в бою з прибулими Миротворцями. Сталік посилає Акну вбити Джона, за що обіцяє віддати їй трон скарранів, коли стане правителем усієї галактики. Вцілілі ховаються в головному храмі ейдолонів. Там Старк передає здатність до навіювання останній жриці. Під час облоги храму Айрін народжує сина.
Завдяки прильоту союзних луксіанів храм вдається покинути. Акна встигає захопити Джона, та Айрін застрелює її. Ка Д'арго зазнає поранення, тому лишається в храмі прикривати відступ друзів.
Екіпаж «Мойї» повертається на корабель, «Мойя» злітає в космос, але не може втекти від флоту скарранів. Тоді Джон підмикається до систем корабля і використовує свої знання й двигун «Мойї» для створення червоточини, що росте й притягує до себе навколишні кораблі. Флоти як скарранів, так і Миротворців затягує в червоточину. Командуюча Грайза погоджується підписати мирний договір, а слідом і Сталік. Джон закриває червоточину, а Древній стирає всі знання про те як це було зроблено.
На перемовинах, де посередником виступає жриця ейдолонів, скаррани та Сталік підписують мир. Джон лишається в комі, проте згодом отямлюється, коли його відвідує Айрін з сином. Джон та Айрін показують дитині зорі, серед яких тепер не буде війни.

## У ролях
- Бен Браудер — Джон Крайтон
- Клаудія Блек — Айрін Сун
- Ентоні Сімко — Ка Д'арго
- Гігі Еджлі — Чіана
- Вейн Пігрем — Скорпіус/Харві
- Джонатан Харді — голос Райджела
- Лані Тупу — голос Пілота
- Райлі Хілл — Сікозу
- Пол Годдард — Старк
- Мелісса Джаффер — Норанті
- Девід Франклін — Брака
- Ребека Ріггс — командуюча Грайза
- Дункан Янг — імператор скарранів Сталік
- Франческа Баллер — військовий міністр Акна
- Натаніел Дінів — Джоті
- Теммі Макінтош — Джул

## Історія створення
У 2002 році телесеріал «На краю Всесвіту» був несподівано знятий з ефіру, фінальна серія завершилася кульмінаційним моментом і залишила багато недомовленого. Закриття телесеріалу викликало резонанс в засобах масової інформації і завдяки зусиллям прихильників, творцеві серіалу Браяну Генсону вдалося знайти спонсорів для зйомок телефільму, в якому були завершені більшість незакритих сюжетних послідовностей.

## Нагороди і номінації
У 2005 році фільм отримав три премії «Сатурн» у категоріях «найкраща актриса на телебаченні» (Клаудіа Блек), «найкращий актор на телебаченні» (Бен Браудер) і «найкраща телепостановка», а також був номінований на «Еммі» у категорії «Найкращі спецефекти в міні-серіалі, фільмі або спеціальному випуску телепередачі» (друга серія).

## Цікаві факти
Вірджинія Хей, що зіграла Заан — єдиний учасник основного складу телесеріалу, який не з'явився в телефільмі. На екрані Заан можна побачити всього на декілька секунд в спогадах Крайтона.
Вагітність Грайзи, що дає можливість припустити, що батьком її дитини може бути Джон Крайтон, була введена в сценарій через те, що актриса Реббека Ріггс завагітніла.
Коли Крайтон повторює нащадкам ейдолонів свою історію, він вимовляє «Розповідаю в 89-й раз». Попередні варіації його розповіді дійсно вже звучали 88 разів в заставці до телесеріалу «На краю Всесвіту».
У фінальній серії телесеріалу «На краю Всесвіту» можна відмітити, що пістолет Крайтона не перетворився на кристали разом з ним, але у фільмі, коли Джона і Айрін вдається оживити, пістолет несподівано опиняється біля нього в руках.
Актор Бен Браудер і його дружина Франческа Баллер зіграли у фільмі непримиренних ворогів.